# エドアール・ブランリー

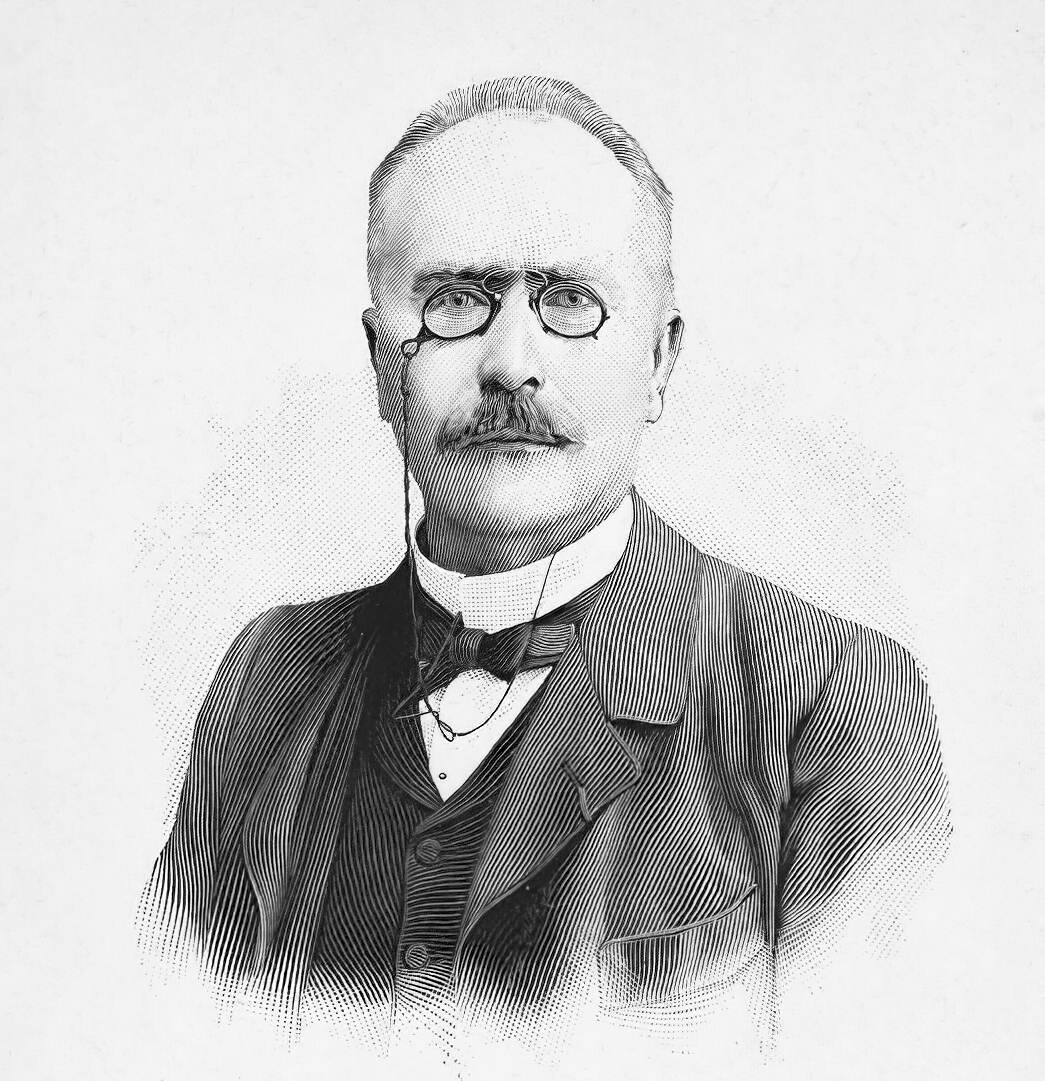
エドアール・ブランリー

エドアール・ブランリー（Édouard Eugène Désiré Branly、1844年10月23日 - 1940年3月24日）はフランスの物理学者、発明家。アミアンで生まれた。
パリ・カトリック大学の物理学教授。ラジオコンダクタ（コヒーラ検波器）の基本発明者とされている。
| スタブアイコン | サブスタブ | この項目は、まだ閲覧者の調べものの参照としては役立たない、人物に関連した書きかけの項目です。この項目を加筆・訂正などしてくださる協力者を求めています（P:人物伝/PJ:人物伝）。 |